# Сфера-53
«Сфера-53» — наноспутник, запущенный 20 августа 2012 года членами экипажа МКС-32/33 Юрием Маленченко и Геннадием Падалка во время выхода в открытый космос. Являлся частью программы эксперимента «Среда-МКС». Запуском спутника «Сфера», российские космонавты начали серию мероприятий, посвященных 55-летию запуска первого искусственного спутника Земли — Спутника-1.

## Конструкция аппарата и характеристики
Спутник создавался по подобию Спутника-1, и также, как и он, имеет форму сферы. Диаметр КА «Сфера» составляет 53 см, диаметр Спутника-1 был 58 см. В отличие от первого спутника Земли, новый аппарат не имеет 4-х выпирающих штыревых(?) антен, и имеет более совершенную и разнообразную научную аппаратуру. Сход спутника с орбиты 24 ноября.

## Задачи
- Уточнение параметров атмосферы на высотах от 80 до 400 км;
- Поиск космического мусора (вокруг МКС).